# Вернштайн-ам-Инн
Вернштайн-ам-Инн (нем. Wernstein am Inn) — коммуна (нем. Gemeinde) в Австрии, в федеральной земле Верхняя Австрия.
Входит в состав округа Шердинг. Население составляет 1595 человек (на 31 декабря 2005 года). Занимает площадь 16 км². Официальный код — 41429.

## Политическая ситуация
Бургомистр коммуны — Йохан Майр (АНП) по результатам выборов 2003 года.
Совет представителей коммуны (нем. Gemeinderat) состоит из 19 мест.
- АНП занимает 11 мест.
- СДПА занимает 7 мест.
- АПС занимает 1 место.

## Известные уроженцы
- Николаас Шмельцинг (1561—1629) — австрийский дворянин, голландский военный и государственный деятель.